# واکنش زینکه
واکنش زینکه (انگلیسی: Zincke reaction) نوعی واکنش شیمیایی در شیمی آلی است که طی آن یک پیریدین در واکنش با ۲٬۴-دی‌نیترو-کلروبنزن و یک آمین نوع اول به یک نمک بزررگی تبدیل می شود. این واکنش به افتخار شیمیدان آلمانی تئودور زینکه نامگذاری شده است.